# Abdul Hamid (hokej na travi)
Abdul Hamid (Bunno, Sindh, Britanska Indija, 7. siječnja 1927.) je bivši pakistanski hokejaš na travi. 
Rodio se 1927. u Bunnu, u pokrajini Sindhu, u ondašnjoj Britanskoj Indiji, a danas u Pakistanu.
Na hokejaškom turniru na Olimpijskim igrama 1948. u Londonu je igrao za Pakistan, koji je osvojio 4. mjesto. Postigao je jedan pogodak.
Na hokejaškom turniru na Olimpijskim igrama 1952. u Helsinkiju je igrao za Pakistan, koji je osvojio 4. mjesto. Postigao je 3 pogotka.
Svoje treći nastup na OI je imao na hokejaškom turniru na Olimpijskim igrama 1956. u Melbourneu, gdje je igrao za Pakistan, koji je osvojio srebrno odličje. Igrao je na svih 5 utakmica, a postigao je tri pogotka.
Svoj zadnji nastup kao igrač je imao na hokejaškom turniru na Olimpijskim igrama 1960. u Rimu, gdje je igrao za Pakistan, koji je osvojio srebrno odličje. Igrao je na svih 6 utakmica, a postigao je 8 pogodaka.

## Vanjske poveznice
- Profil na Sports Reference.com  Arhivirana inačica izvorne stranice od 30. kolovoza 2009. (Wayback Machine)